# Drapeau du Brabant-Septentrional
Ne doit pas être confondu avec Drapeau de Brabant.
Le drapeau de la province du Brabant-Septentrional (nl: vlag van Noord-Brabant or Brabants Bont), est le drapeau officiel de la province néderlandaise du Brabant-Septentrional.
Il représente un damier rouge et blanc de 24 cases, quatre en hauteur et six en longueur.
Ce drapeau est utilisé depuis le Moyen Âge, mais tombe en désuétude au cours du XVIIIe siècle. L'archiviste d'état J. Smit le fait sortir de l'oubli et il est devenu le drapeau officiel du Brabant-Septentrional le 21 janvier 1959.
Le drapeau de la province belge d'Anvers utilise le même motif, mais avec les couleurs rouge, blanche, bleue et jaune.

## Sources
- (en) Cet article est partiellement ou en totalité issu de l’article de Wikipédia en anglais intitulé « Flag of North Brabant » (voir la liste des auteurs).
- (nl) « De provincievlag », sur Brabant.nl (consulté le 2 janvier 2014)
- (en) « Noord-Brabant (Pays-Bas) », sur Flags of the world (consulté le 2 janvier 2014)